# 戴維森縣 (北卡羅萊納州)
戴維森县（英語：Davidson County）是位於美国北卡罗来纳州中部的一個縣，面積849平方公里。根據2020年美國人口普查統計，共有人口16萬8,930人。縣治萊辛頓。該縣成立於1822年12月9日，縣名紀念美國獨立戰爭時期將領威廉·李·戴維森。